# مارک ودارچیک
مارک وُدارچیک (لهستانی: Marek Włodarczyk؛ زادهٔ ۶ اکتبر ۱۹۵۴) بازیگر اهل لهستان است. وی دانش‌آموختهٔ مدرسه ملی فیلم ووچ است.
از فیلم‌ها یا مجموعه‌های تلویزیونی که وی در آن‌ها نقش داشته‌است، می‌توان به در خوشی و سختی، هشدار برای کبرا ۱۱، قانون حقیقی، دوران افتخار، در خیابان سپولنی، پدر متیو، کارآگاهان جنایی و صحنه جرم اشاره نمود.